# Río Sittang
El río Sittang se ubica al este de Birmania.
Asciende sobre la orilla de la altiplanicie de Shan y fluye hacia el sur por una distancia de 420 km para desembocar dentro del golfo de Martaban, en el mar de Andamán. Aunque es navegable solo por un pequeño trecho, es usado para boyar madera (particularmente teca) al sur para su exportación. Fue un escenario de intensos combates durante la Segunda Guerra Mundial.
- Datos: Q1075555